# 切里尼亚莱
切里尼亚莱（義大利語：Cerignale），是意大利皮亚琴察省的一个市镇。总面积31平方公里，人口166人，人口密度5.4人/平方公里（2009年）。ISTAT代码为033015。